# Daveaua
Daveaua es un género monotípico perteneciente a la familia de las asteráceas. Su única especie: Daveaua anthemoides, es originaria del Norte de África y Sur de Europa.

## Descripción
Son plantas glabras. Con tallos que alcanzan un tamaño de 60-70 cm de altura, ramificados en la mitad superior. Las hojas con lóbulos filiformes; las inferiores bi o tripinnatisectas; las medias y superiores pinnatisectas. Pedúnculo no engrosado en la parte superior. Involucro de 4-4,5 x 8-10 mm. Brácteas externas triangulares, las medias e internas de lanceoladas a panduradas, glabras. Flores hemiliguladas con limbo de 8,5-10 mm, desigualmente bidentado; las flosculosas con tubo de 1,2-1,3 mm y limbo de 1,3-1,4 mm. Los frutos en aquenios de las flores hemiliguladas de 1,31,6 mm, con una corona de 1,6-2 mm; los de las flores flosculosas de 1,1-1,4 mm, ovoideos. Florece y fructifica en julio.

## Distribución y hábitat
Se encuentra en pastizales húmedos a altitudes superiores a 800 metros. Es una especie muy rara. Se distribuye por el sur  de Portugal, sur de España en Aracena (Huelva) y norte de Marruecos.

## Taxonomía
Daveaua anthemoides fue descrita por Mariz y publicado en Boletim da Sociedade Broteriana 9: 206, 220, 243. 1891.
Sinonimia
- Matricaria anthemoides (Mariz) Cout.
- Nananthea tassiliensis Batt. & Trab.[5]